# 蛇池 (神戸市)
蛇池（へびいけ）は、神戸市北区山田町中にあるため池。

## 概要
長坂山397mの北北東の約1kmに位置する周囲では比較的大型の山池。長坂山山麓の丘陵地帯の雑木林の中にある。本堤は北北西に向き堤直下にまで田畑があり、山田町中一帯の田畑に農業用水を供給している。

## 伝説
その昔、山田川南岸にある城山の城主には美しい娘がいた。ある日、ひとりの若者が娘に結婚を申し込んだ。城主は若者の申し出を断ったが、いつの間にか娘は姿を消してしまった。いったん姿を消したものの、その後娘はしばしば里帰りしたが、城主がいくら警戒を厳重にしても、いつの間にか娘は再び姿を消してしまう。実は若者は城山の南側にある山池の蛇であり、娘は蛇にみいられたのであった。娘が姿を消すときには、城から延々と狐火の列が池まで帰っていったという。以降、この池は蛇池と呼び習わされている。

## 交通アクセス
- 神戸電鉄 箕谷駅より約6km。徒歩1.5時間。
- 神戸市立山田小学校西約400mの交差点（五叉路）を南下し集落へ入る。集落を抜け農道をさらに南下すると他のはずれに六地蔵のある火葬炉（現在は焼却炉として使用）のある墓地があるが、この火葬炉の建つ場所を左折し太陽と緑の道に合流するルートと、直進し谷を詰めるルートがある。

## 近在情報
- 六条八幡神社
- 無動寺
- 衝原湖
- 丹生神社
- 丹生山
- 帝釈山